# Палиомилос
Палио̀милос (на гръцки: Παλιόμυλος) е село в Кипър, окръг Лимасол. Според статистическата служба на Република Кипър през 2001 г. селото има 31 жители.
Намира се на 3 km южно от Продромос.